# Campionato mondiale vetture sport 1957
Il Campionato mondiale vetture sport 1957, la cui denominazione ufficiale è World Sports Car Championship, è stata la 5ª edizione del Campionato mondiale vetture sport.
Organizzato dalla Federazione Internazionale dell'Automobile tramite la Commissione Sportiva Internazionale e riservato alle vetture sport senza limitazioni di cilindrata, è stato vinto dalla Ferrari con le 290 MM, 315 S e 335 S pilotate da Masten Gregory, Eugenio Castellotti, Luigi Musso, Piero Taruffi, Peter Collins e Phil Hill.

## Regolamento
Titoli

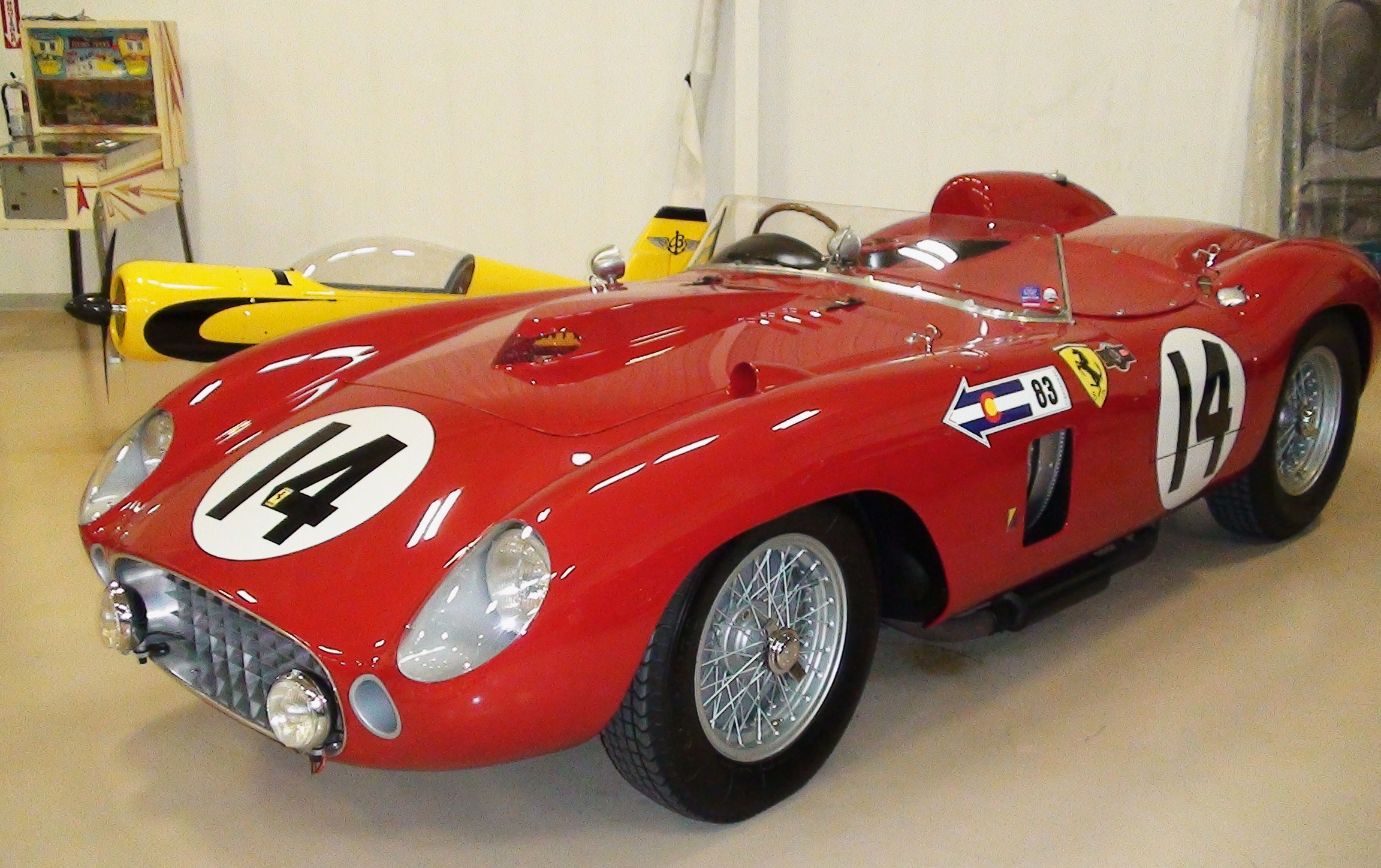
Una Ferrari 290 MM

- Campionato del mondo vetture sport riservato ai costruttori di vetture sport.

Categorie
- Sport: vetture biposto con carrozzeria aperta o chiusa e motori senza limitazioni di cilindrata, progettate e costruite appositamente per le competizioni ma dotate degli equipaggiamenti per l'uso stradale, suddivise in classi secondo la cilindrata[1].
- Gran Turismo: suddivise in categorie in base alla cilindrata.
- Turismo: suddivise in categorie in base alla cilindrata.

Punteggi
Vengono assegnati punti solo alla vettura meglio classificata per ogni costruttore. Al primo costruttore classificato vengono attribuiti 8 punti, 6 al secondo, 4 al terzo, 3 al quarto, 2 al quinto, 1 al sesto. Per la classifica finale vengono conteggiati solo i migliori quattro risultati. Le vetture turismo e gran turismo non ottengono punti.

## Costruttori
I seguenti modelli hanno contribuito a conquistare i punti nel campionato per i loro rispettivi costruttori.
- Ferrari 290 MM, Ferrari 315 S e Ferrari 335 S
- Maserati 300S e Maserati 450S
- Jaguar D-Type
- Aston Martin DBR1/300
- Porsche 550 RS, Porsche 718 RSK & Porsche 550A RS
- Osca S 1500

## Resoconto
Nel 1957 le prove di Campionato vengono aumentate a sette. Oltre alle classiche 1000 km di Buenos Aires, 12 Ore di Sebring, Mille Miglia, 1000 km del Nürburgring e 24 Ore di Le Mans, si disputano il Gran Premio di Svezia e quello del Venezuela.
Ferrari e Maserati vincono le prime due gare a Buenos Aires e Sebring. La Mille Miglia, vinta dalla Ferrari di Piero Taruffi, viene segnata dalla tragedia di Guidizzolo dove la 335 S condotta da de Portago, in seguito allo scoppio di uno pneumatico, esce di strada travolgendo gli spettatori e causando la morte di nove persone, quattro adulti e cinque bambini. La Aston Martin vince al Nürburgring, la Jaguar a Le Mans, la Maserati in Svezia e la Ferrari in Venezuela.
La Ferrari è per la quarta volta, la seconda consecutiva, Campione del mondo davanti alla Maserati e ai costruttori inglesi.

## Risultati
| Nº | Data         | Gara                      | Costruttore  | Vettura | Categoria | Piloti                                         | Resoconto |
| -- | ------------ | ------------------------- | ------------ | ------- | --------- | ---------------------------------------------- | --------- |
| 1  | 20 gennaio   | 1000 km di Buenos Aires   | Ferrari      | 290 MM  | Sport     | Masten Gregory-Eugenio Castellotti-Luigi Musso | Resoconto |
| 2  | 23 marzo     | 12 Ore di Sebring         | Maserati     | 450S    | Sport     | Jean Behra-Juan Manuel Fangio                  | Resoconto |
| 3  | 12 maggio    | Mille Miglia              | Ferrari      | 315 S   | Sport     | Piero Taruffi                                  | Resoconto |
| 4  | 26 maggio    | 1000 km del Nürburgring   | Aston Martin | DBR1    | Sport     | Tony Brooks-Noël Cunningham-Reid               | Resoconto |
| 5  | 22-23 giugno | 24 Ore di Le Mans         | Jaguar       | D-Type  | Sport     | Ivor Bueb-Ron Flockhart                        | Resoconto |
| 6  | 11 agosto    | Gran Premio di Svezia     | Maserati     | 450S    | Sport     | Jean Behra-Stirling Moss                       | Resoconto |
| 7  | 3 novembre   | Gran Premio del Venezuela | Ferrari      | 335 S   | Sport     | Peter Collins-Phil Hill                        | Resoconto |

## Classifica
| Pos | Costruttore  | Pr 1 | Pr 2 | Pr 3 | Pr 4 | Pr 5 | Pr 6 | Pr 7 | Totale |
| --- | ------------ | ---- | ---- | ---- | ---- | ---- | ---- | ---- | ------ |
| 1   | Ferrari      | 8    | (3)  | 8    | 6    | (2)  | (6)  | 8    | 30     |
| 2   | Maserati     | 6    | 8    | 3    | (2)  |      | 8    | (1)  | 25     |
| 3   | Jaguar       | 3    | 4    |      |      | 8    | 2    |      | 17     |
| 4   | Aston Martin |      |      |      | 8    |      |      |      | 8      |
| 5   | Porsche      |      |      | 2    | 3    |      |      | 2    | 7      |
| 6   | OSCA         | 1    |      |      |      |      |      |      | 1      |